# Oceania Cruises
Oceania Cruises ist eine US-amerikanische Kreuzfahrtreederei, die sich auf Luxus-Kreuzfahrten spezialisiert hat. Sie wurde 2002 gegründet und gehört seit 2014 zur Norwegian Cruise Line Holdings.

## Flotte
| Jahr        | Name             | Foto | Vermessung (BRZ) | Bauklasse      | Bauwerft                                 | Bemerkungen, frühere Namen                                                                      |
| ----------- | ---------------- | ---- | ---------------- | -------------- | ---------------------------------------- | ----------------------------------------------------------------------------------------------- |
| 2003 (1998) | Oceania Insignia |      | 30.277           | R-Klasse       | Chantiers de l’Atlantique, Saint-Nazaire | R One (1998) → Insignia (2003–2012) → Columbus 2 (2012–2014) → Insignia (seit 2014)             |
| 2003 (1999) | Oceania Regatta  |      | 30.277           | R-Klasse       | Chantiers de l’Atlantique, Saint-Nazaire | R Two (1998) → Insignia (2002–2003) → Regatta (seit 2003)                                       |
| 2004 (2000) | Oceania Nautica  |      | 30.277           | R-Klasse       | Chantiers de l’Atlantique, Saint-Nazaire | R Five (2000–2004) → Nautica (seit 2004)                                                        |
| 2016 (1999) | Oceania Sirena   |      | 30.277           | R-Klasse       | Chantiers de l’Atlantique, Saint-Nazaire | R Four (1999) → Tahitian Princess (2002–2009) → Ocean Princess (2009–2016) → Sirena (seit 2016) |
| 2011        | Oceania Marina   |      | 66.084           | Oceania-Klasse | Fincantieri, Triest                      |                                                                                                 |
| 2012        | Oceania Riviera  |      | 66.084           | Oceania-Klasse | Fincantieri, Triest                      |                                                                                                 |
| 2023        | Oceania Vista    |      | 67.817           | Allura-Klasse  | Fincantieri, Genua                       |                                                                                                 |
| 2025        | Oceania Allura   |      | 67.817           | Allura-Klasse  | Fincantieri, Genua                       |                                                                                                 |
| 2027        | Oceania Sonata   |      | 86.000           | Sonata-Klasse  | Fincantieri, Marghera                    |                                                                                                 |
| 2029        | Oceania Arietta  |      | 86.000           | Sonata-Klasse  | Fincantieri, Marghera                    |                                                                                                 |
| 2032        | noch unbekannt   |      | 86.000           | Sonata-Klasse  | Fincantieri, Marghera                    |                                                                                                 |
| 2035        | noch unbekannt   |      | 86.000           | Sonata-Klasse  | Fincantieri, Marghera                    |                                                                                                 |